# Hemicephalis paulina
Hemicephalis paulina là một loài bướm đêm trong họ Noctuidae.